# ミッドナイト・ダイバーシティー〜正気のSaturday Night〜
『ミッドナイト・ダイバーシティー〜正気のSaturday Night〜』（ミッドナイトダイバーシティしょうきのサタデーナイト）は、2016年10月2日（1日深夜）からJFNCの制作によりJFN系列各局で放送されているラジオ番組である。略称及び愛称は「ミドダバ」。
大半のネット局では、0:55 - 1:00に『It's Music』を内包する。

## 出演者

### 現在のレギュラー出演者
2019年10月に本番組の大幅なリニューアルが行われて、毎月4週目担当のヤマサキセイヤ（キュウソネコカミ）を除く各週ごとのレギュラー出演者が交代することになった。
2019年10月現在
- 毎月1週目[注釈 3] - ハナコ（2019年10月6日<5日深夜> - ）
- 毎月2週目[注釈 4] - ビスケットブラザーズ（2024年10月13日<12日深夜> ‐ ）
- 毎月3週目[注釈 5] - カミナリ（2019年10月20日<19日深夜> - ）
- 毎月4週目[注釈 2] - ヤマサキセイヤ（キュウソネコカミ）
- 毎月5週目[注釈 6] - ゲストまたは、レギュラー出演者のコラボレーション
  - 2016年10月30日（29日深夜） - 能町みね子・清野茂樹
  - 2017年4月30日（29日深夜） - もふくちゃん・落合陽一・最上もが・齋藤桂太・草野絵美・鹿目凛
  - 2017年7月30日（29日深夜） - 秋山竜次・三島（ラッパー）
  - 2017年10月1日（9月30日深夜） - Aマッソ
  - 2017年12月31日（30日深夜） - 藤井隆・椿鬼奴（ゲスト・ゲッターズ飯田）
  - 2018年4月1日（3月31日深夜） - 井門宗之・阿曽山大噴火（ゲスト・北尾トロ）
  - 2018年7月1日（6月30日深夜）・2019年6月30日（29日深夜）・2020年5月31日（30日深夜）・2021年5月30日（29日深夜） - マキタスポーツ・スージー鈴木
  - 2018年9月30日（29日深夜） - ダンス☆マン（ゲスト・清竜人）
  - 2018年12月30日（29日深夜） - 大宮エリー
  - 2019年3月31日（30日深夜） - JUN SKY WALKER(S)
  - 2019年9月1日（8月31日深夜） - ゆにばーす（ゲスト・橋本梨菜）
  - 2019年12月1日（11月30日深夜） - 桜田通
  - 2020年3月1日（2月29日深夜） - どぶろっく
  - 2020年8月30日（29日深夜） - ゾフィー
  - 2020年11月1日（10月31日深夜）・2021年10月31日（30日深夜） - 石井ゆかり (占星術師)・青木良文
  - 2021年1月31日（30日深夜） - アイデンティティ
  - 2021年8月1日（7月31日深夜） - 向井慧・『向井と裏方』スペシャル
  - 2022年1月30日（29日深夜） - 高崎晃（LOUDNESS）・大石征裕
  - 2022年4月30日（29日深夜） - 山下メロ・Chigusa
  - 2022年7月31日（30日深夜） - 令和ロマン
  - 2022年10月30日（29日深夜）・2023年4月30日（29日深夜）・2023年7月30日（29日深夜） - 山内秀一・『V系って知ってる?～出張編～』
  - 2023年10月1日（9月30日深夜） - 譜久村聖・為永幸音・有澤一華・小野田紗栞・平井美葉・米村姫良々・『ハロー!プロジェクト 25周年スペシャル! ～トーキン シンギン エキサイティン!～』
  - 2023年12月31日（30日深夜） - 石井ゆかり（ゲスト・佐々木優太）
  - 2024年3月31日（30日深夜） - 徳井健太（平成ノブシコブシ）・『～ヤングケアラーって？～』
  - 2024年6月30日（29日深夜） - 春風亭一之輔・『力道山×田中敬子 61年目のハッピーウェディング』（ゲスト・田中敬子、細田昌志、北沢幹之、山本信太郎、舟橋慶一）
  - 2024年12月1日(11月30日深夜) ‐ 林哲司・上坂すみれ
  - 2025年3月30日(3月29日深夜) ‐ チャンス大城
  - 2025年6月1日（5月31日深夜）‐ 栗本斉・『CROSSOVER CITY～ジャパニーズ・フュージョン2.0』（ゲスト・澤部渡）

### 過去のレギュラー出演者
- 毎月1週目[注釈 3] - ベッキー（番組開始 - 2019年9月8日<7日深夜>）
- 毎月2週目[注釈 4]
  - オアシズ（光浦靖子・大久保佳代子）（番組開始 - 2019年9月15日<14日深夜>）
  - 劇団スカッシュ (2019年10月13日<12日深夜> - 2021年3月14日<13日深夜>)
  - アイデンティティ（2021年4月11日<10日深夜> - 2024年9月15日<14日深夜>）
- 毎月3週目[注釈 5] - ダイノジ（大地洋輔・大谷ノブ彦）（番組開始 - 2019年9月22日<21日深夜>）

### レギュラー出演者に代わる代理出演
- 2023年9月24日（23日深夜） ‐ 春風亭一之輔・汾陽麻衣 ‐ ヤマサキが病気療養により出演を見合わせたことから急遽この2人が起用され、本番組終了の4時間後、2人はレギュラー出演番組『SUNDAY FLICKERS』にも通常通り出演した[2]。

## ネット局

### 現在
2025年4月現在。全て毎週日曜（土曜深夜）の放送で、放送時間の早い順から記載。
全局、「radiko」・「radiko.jpプレミアム」で聴取可能。
| 放送対象地域   | 放送局名                                    | 放送時間    | 放送期間                                    | 備考        |
| -------------- | ------------------------------------------- | ----------- | ------------------------------------------- | ----------- |
| 青森県         | エフエム青森（AFB）                         | 0:00 - 2:00 | 2016年10月2日 -                             |             |
| 群馬県         | エフエム群馬（FM GUNMA）                    | 0:00 - 2:00 | 2016年10月2日 -                             |             |
| 栃木県         | エフエム栃木（RADIO BERRY）                 | 0:00 - 2:00 | 2016年10月2日 -                             | [ 注釈 7 ]  |
| 石川県         | エフエム石川（HELLO FIVE）                  | 0:00 - 2:00 | 2016年10月2日 -                             |             |
| 福井県         | 福井エフエム放送（FM FUKUI）                | 0:00 - 2:00 | 2016年10月2日 -                             |             |
| 岐阜県         | エフエム岐阜（FM GIFU）                     | 0:00 - 2:00 | 2016年10月2日 -                             |             |
| 三重県         | 三重エフエム放送（レディオキューブ FM三重） | 0:00 - 2:00 | 2016年10月2日 -                             | [ 注釈 8 ]  |
| 滋賀県         | エフエム滋賀（e-radio）                     | 0:00 - 2:00 | 2016年10月2日 -                             | [ 注釈 9 ]  |
| 島根県・鳥取県 | エフエム山陰（V-air）                       | 0:00 - 2:00 | 2016年10月2日 -                             |             |
| 岡山県         | 岡山エフエム放送（FM OKAYAMA）              | 0:00 - 2:00 | 2016年10月2日 -                             |             |
| 山口県         | エフエム山口（FMY）                         | 0:00 - 2:00 | 2016年10月2日 -                             |             |
| 徳島県         | エフエム徳島（FM TOKUSHIMA）                | 0:00 - 2:00 | 2016年10月2日 -                             |             |
| 香川県         | エフエム香川（FM香川）                      | 0:00 - 2:00 | 2016年10月2日 -                             |             |
| 高知県         | エフエム高知（Hi-Six）                      | 0:00 - 2:00 | 2016年10月2日 -                             |             |
| 大分県         | エフエム大分（Air-Radio FM88）              | 0:00 - 2:00 | 2016年10月2日 -                             | [ 注釈 10 ] |
| 宮崎県         | エフエム宮崎（JOY FM）                      | 0:00 - 2:00 | 2016年10月2日 -                             |             |
| 鹿児島県       | エフエム鹿児島（μFM）                       | 0:00 - 2:00 | 2016年10月2日 -                             |             |
| 新潟県         | エフエムラジオ新潟（FM-NIIGATA）            | 0:00 - 2:00 | 2016年10月2日 - 2018年4月1日 2020年7月5日 - |             |
| 岩手県         | エフエム岩手（FM IWATE）                    | 0:00 - 2:00 | 2017年4月2日 -                              |             |
| 長崎県         | エフエム長崎（FM Nagasaki）                 | 0:00 - 2:00 | 2020年4月5日 -                              |             |
| 広島県         | 広島エフエム放送（HFM）                     | 0:00 - 2:00 | 2020年7月5日 -                              |             |
| 山形県         | エフエム山形（Rhythm Station）              | 0:00 - 0:55 | 2016年10月2日 -                             | [ 注釈 11 ] |
| 秋田県         | エフエム秋田（AFM）                         | 1:00 - 2:00 | 2016年10月2日 -                             | [ 注釈 12 ] |
| 熊本県         | エフエム熊本（FMK）                         | 1:00 - 2:00 | 2016年10月2日 -                             | [ 注釈 13 ] |
| 沖縄県         | エフエム沖縄（FM沖縄）                      | 1:00 - 2:00 | 2016年10月2日 -                             | [ 注釈 14 ] |
| 福島県         | エフエム福島（ふくしまFM）                  | 1:00 - 2:00 | 2023年7月2日 -                              | [ 注釈 15 ] |

### 過去
| 放送対象地域 | 放送局名                     | 放送時間    | 放送期間                      | 備考        |
| ------------ | ---------------------------- | ----------- | ----------------------------- | ----------- |
| 佐賀県       | エフエム佐賀（FMS）          | 1:00 - 2:00 | 2016年10月2日 - 2017年3月26日 | [ 注釈 16 ] |
| 富山県       | 富山エフエム放送（FMとやま） | 1:00 - 2:00 | 2016年10月2日 - 2020年3月29日 | [ 注釈 17 ] |
| [ 注釈 18 ]  | interfm                      | 1:00 - 2:00 | 2023年10月8日 - 2025年3月30日 | [ 注釈 19 ] |

## その他
- 2021年2月14日（13日深夜）の放送では、劇団スカッシュ（毎月第2週[注釈 4]担当）による冒頭のあいさつ＆出演メンバー紹介の後で、JFNCの報道デスクから原つとむ（JFNニュースを担当）が前日の13日23時8分頃に発生した福島県沖地震（東北地方太平洋沖地震の余震）に関するニュースを放送した。また、当日の0時26分に当該ニュースを改めて放送した際には、TOKYO FMの後藤記者による福島市内からの現地リポートも放送された。
- さらに、この日の放送の最後で劇団スカッシュが本番組を担当するのは次回となる同年3月14日（13日深夜）の放送で最後という旨を発表した[3][4]。